# Kristalliet

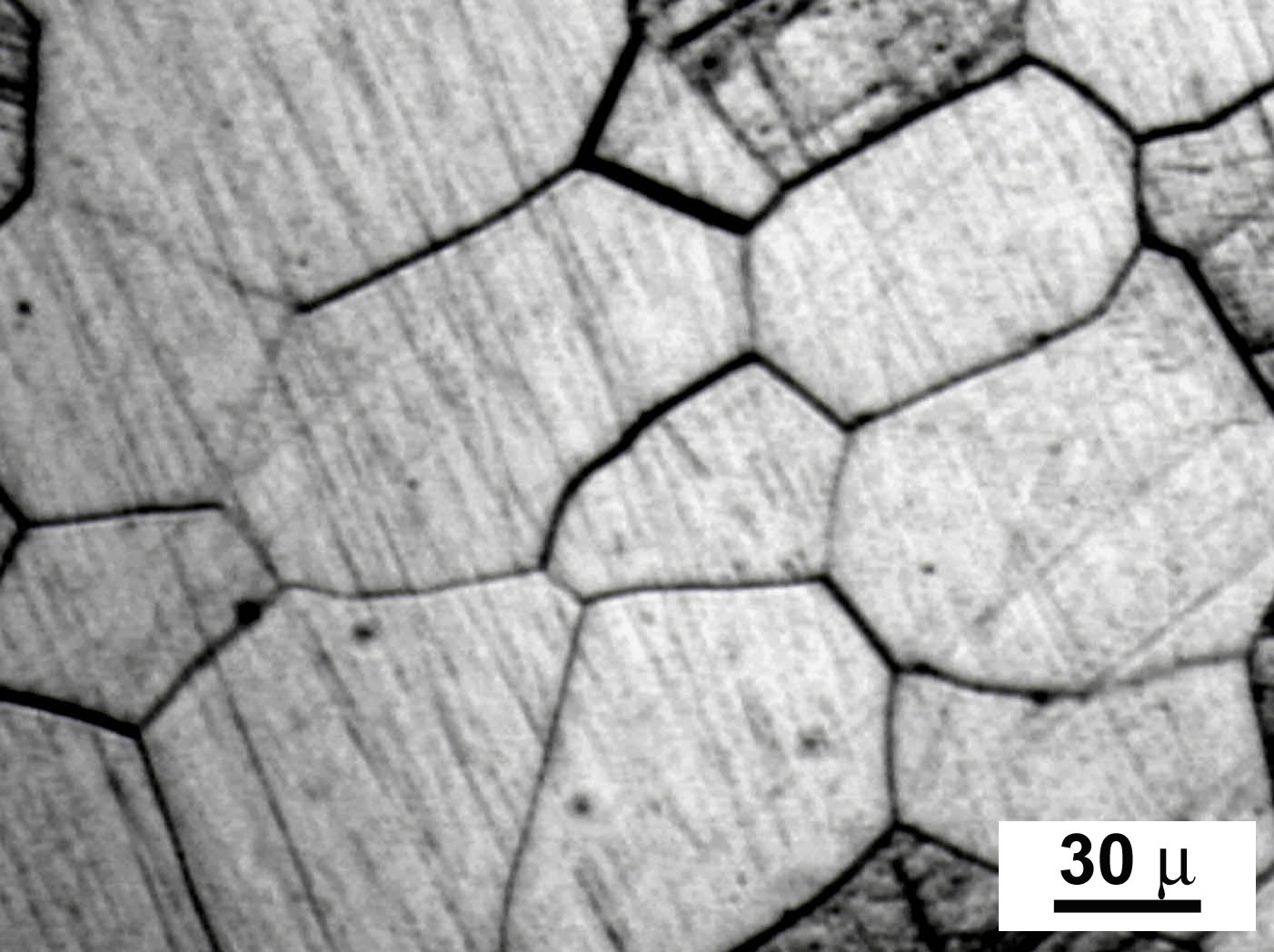
Microstructuur van VT22 (Ti5Al5Mo5V1,5Cr) na een warmtebehandeling. De korrels (grijs) en korrelgrenzen (zwart) zijn duidelijk zichtbaar op deze schaal.

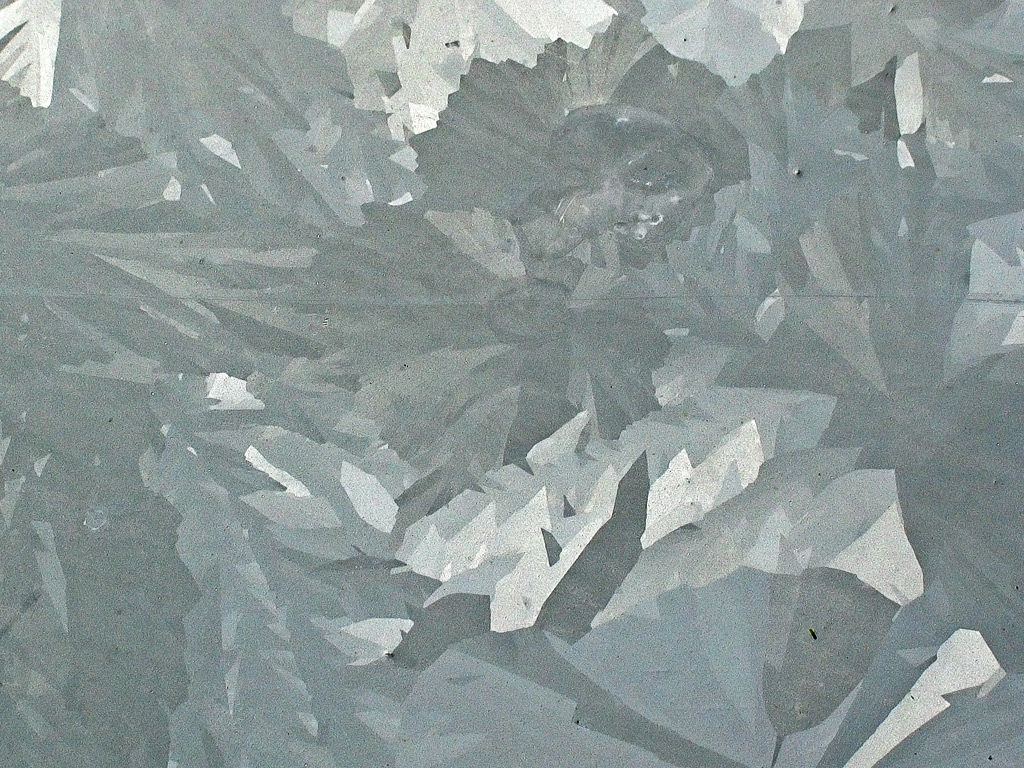
Gegalvaniseerd oppervlak met zichtbare zinkkorrels.

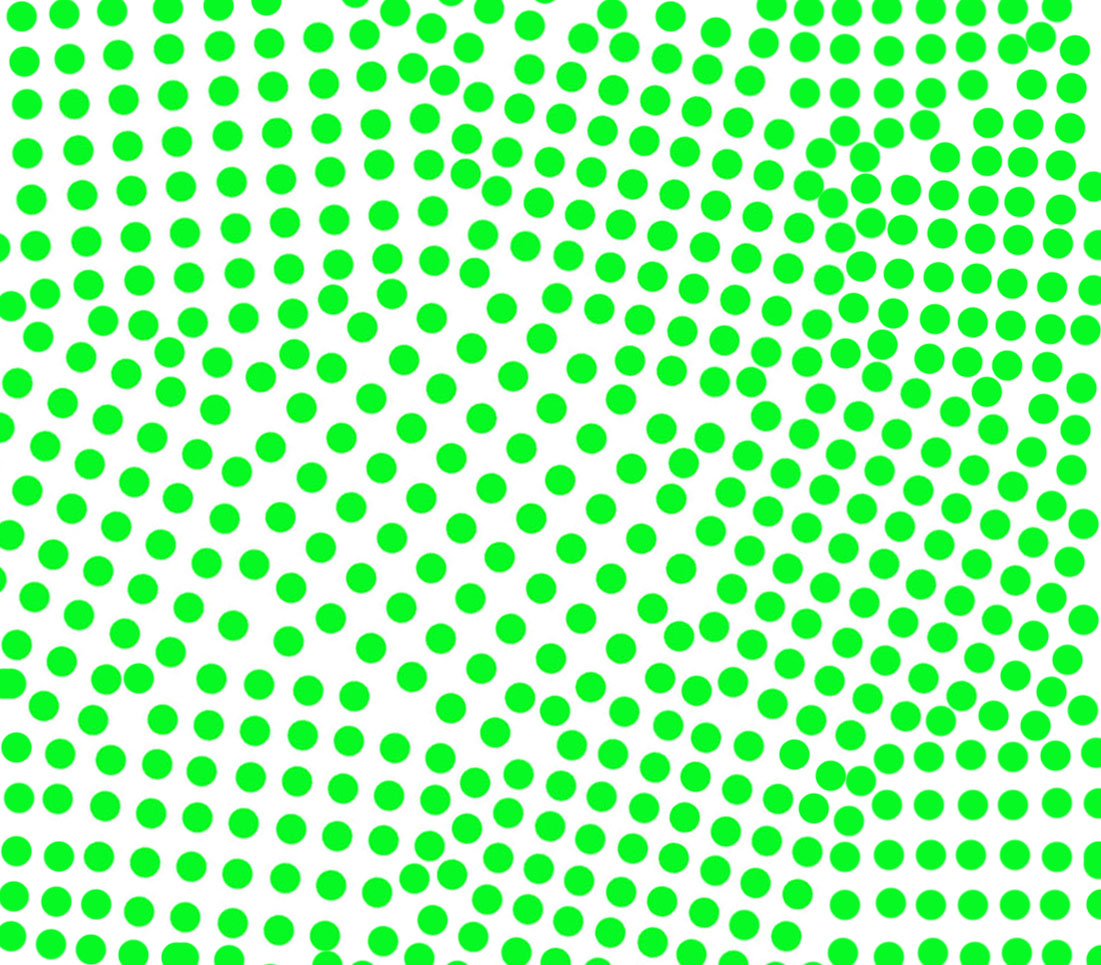
Het verschil in de kristaloriëntaties onderscheidt de korrels van elkaar

Twee korrels (oranje en blauw) met een eigen kristaloriëntatie grenzen aan elkaar op een korrelgrens (groen en open delen).

Een kristalliet, korrel of kristalkorrel is een zeer klein, homogeen kristallijn volume, dat hoogstens microscopisch zichtbaar is. In de materiaalkunde (metallurgie) en petrografie wordt de term korrel gebruikt.

## Polykristallijn materiaal

### Eenkristal
Vaste voorwerpen die groot genoeg zijn om te zien en te hanteren, bestaan zelden uit een enkel kristal, een eenkristal genoemd, behalve in enkele gevallen; edelstenen, silicium-eenkristallen voor de elektronica-industrie, bepaalde vezels, nikkel-superlegeringen voor turbojetmotoren en sommige ijskristallen die een diameter van meer dan 0,5m kunnen hebben.

### Polykristallijn
De meeste materialen zijn niet volledig kristallijn of amorf, maar hebben gebieden met een kristallijne kristalstructuur die worden afgewisseld of "aan elkaar geplakt" door amorfe gebieden. Deze opbouw wordt polykristallijn genoemd. Pure metalen, legeringen, vele keramieken, mineralen, stenen, ijs en een aantal kunststoffen zijn allemaal voorbeelden van polykristallijne materialen. Dit betekent dat ze zijn opgebouwd uit allerlei kleine kristallieten, welke door hun microscopische aanzicht worden omschreven als korrels. Binnen een korrel is de kristaloriëntatie gelijk, echter zijn roosterdefecten (puntdefecten en dislocaties) binnen het kristalrooster van een korrel wel toegestaan. Afhankelijk van de productievoorgeschiedenis kan de oriëntatie van de korrels tot elkaar wel verschillen. De term textuur geeft de verdeling van de voorkeursoriëntaties van de kristalstructuren in een anisotropisch polykristallijn materiaal aan. Een materiaal wordt textuurloos genoemd, wanneer de kristalkorrels willekeurig georiënteerd zijn. De mate van textuur hangt af van het percentage korrels met een voorkeursoriëntatie. Er wordt onderscheidt gemaakt tussen drie gradaties in textuur: zwak, matig en sterk.

Schematisch overzicht van de ordening van atomen in kristallijne, polykristallijne en amorfe materie.

## Morfologie

### Korrelgrootte
Een korrel is de kleinste homogene volume in een kristallijne stof met één bepaalde kristaloriëntatie. De korrels zijn in de regel fijn, maar onder een microscoop zichtbaar eventueel na voorbereiding. De korrelgrootte varieert van enkele nanometers tot enkele millimeter. Een materiaal met fijnere korrel is doorgaans steviger, omdat de korrelgrenzen doorgaans rijker zijn aan energie.
Voorbeelden van korrelverfijning (technieken om de korrel fijner te maken) zijn:
- snelle koeling, waardoor het materiaal op alle plaatsen tegelijk stolt
- trage koeling zonder gradiënt van de temperatuur
- inbrengen van kiemen
- vervormen
- tussengloeien

### Korrelvorm
Ze kunnen ontstaan bij snelle kristallisatie of wanneer een oplossing in haar geheel gelijktijdig uitkristalliseert. Naar de vorm onderscheidt men:
- staafvormige kristallieten of longulieten
- wigvormige kristallieten of belonieten
- haarvormige kristallieten of trichieten

## Korrelvorming en -groei

Korrelgrens-breuk.

Als een vaste stof ontstaat uit een smelt door stolling, dan gebeurt dat niet op alle plaatsen tegelijk, maar begint dat op punten waar kiemen in de vorm van onzuiverheden aanwezig zijn. Dit worden nucleatiekernen genoemd en het stollingsproces, met daarbij korrelgroei, staat bekend als kristallisatie. Vanuit deze kernen groeit een homogeen kristal in één groeirichting, een korrel. De groei van de korrel stopt, als twee korrels elkaar bereiken bij de korrelgrens. De korrelgrenzen zijn daarom in wezen een amorfe grensvlak tussen twee gebieden met een verschillende kristaloriëntatie, soms om die reden een gebied van misoriëntatie genoemd, waardoor de atomen minder dicht bepakt op elkaar aansluiten. Dit maakt de korrel een gebied, waarin de atomen zijn geplaatst in een kristalrooster met een bepaalde oriëntatie. Wanneer een spanning wordt toegepast op het materiaal zullen de korrelgrenzen met de laagste bindingsenergie als eerst bezwijken. Dit fenomeen wordt korrelgrens-breuk genoemd en is duidelijk terug te zien in het breukvlak onder een microscoop.

## Kristalstructuur en segregatie
Een legering is een metaal, dat bestaat bestaat uit meerdere elementen. In legeringen komt het voor dat de korrels niet alleen te onderscheiden zijn op basis van hun kristaloriëntatie, maar ook op de concentraties van de verschillende elementen binnenin de korrels. In dit geval is het mogelijk dat door de concentratieverschillen segregatie optreedt. Bijvoorbeeld korrelgrens-segregatie, hierbij komt er een hogere concentratie rooster-defecten terecht in de korrelgrens, waardoor deze nog zwakker worden. Door deze korrelgrens-segregatie is de kans op korrelgrens-breuk aanzienlijk hoger geworden.
Korrels kunnen onderling ook verschillen in kristalstructuur, bijvoorbeeld wanneer het metaal een legering van verschillende elementen is. De verschillende chemische verbindingen tussen de elementen kunnen resulteren in verschillende roosterstructuren. Ook zijn er metalen (bijvoorbeeld ijzer), die een kristalstructuur hebben dat afhankelijk is van de temperatuur. Hierdoor kan er ook binnen een metaal bestaande uit één enkel element een onderscheidt tussen de korrels worden gemaakt op basis van kristalstructuur.